# Модерантизм
Модерантизм (фр. le modérantisme ) — политический термин эпохи Французской революции. Монтаньяры обозначали этим именем сначала направление жирондистов, а затем и дантонистов. Термидорианская реакция была произведена во имя модерантизма.
Ораторы якобинцев и кордельеров в 1794 году требовали гильотины для тех, которые хотели бы остановить революцию. «Чудовища! — воскликнул однажды Каррье с трибуны кордельеров: — они хотели бы разрушить эшафоты; но, граждане, не станем забывать, что гильотины не желают именно те, которые чувствуют себя достойными её!» 
Камилл Демулен, только что основавший печатный орган «Старый кордельер», где он в согласии с Дантоном провозглашал милосердие, сделался с того времени мишенью для ненависти и мести. 
5 апреля 1794 г. вожди модерантизма погибли на эшафоте.